# Сант-Анджело-ин-Лиццола
Сант-Анджело-ин-Лиццола (итал. Sant'Angelo in Lizzola) — коммуна в Италии, располагается в регионе Марке, в провинции Пезаро-э-Урбино.
Население составляет 8515 человек (2008 г.), плотность населения составляет 722 чел./км². Занимает площадь 12 км². Почтовый индекс — 61020. Телефонный код — 0721.
Покровителем коммуны почитается святой архангел Михаил, празднование 8 мая.

## Демография
Динамика населения: